# Sud Sound System
Sud Sound System est un groupe et sound system de dancehall et reggae italien, originaire du Salente, partie méridionale de la région des Pouilles. Il mélange rythmes jamaïquains et sonorités locales, comme l'utilisation du dialecte du Salente (salentin) et des ballades de pizzica et taranta (musiques traditionnels salentines). Ils font partie des pionniers du raggamuffin italien.

## Biographie

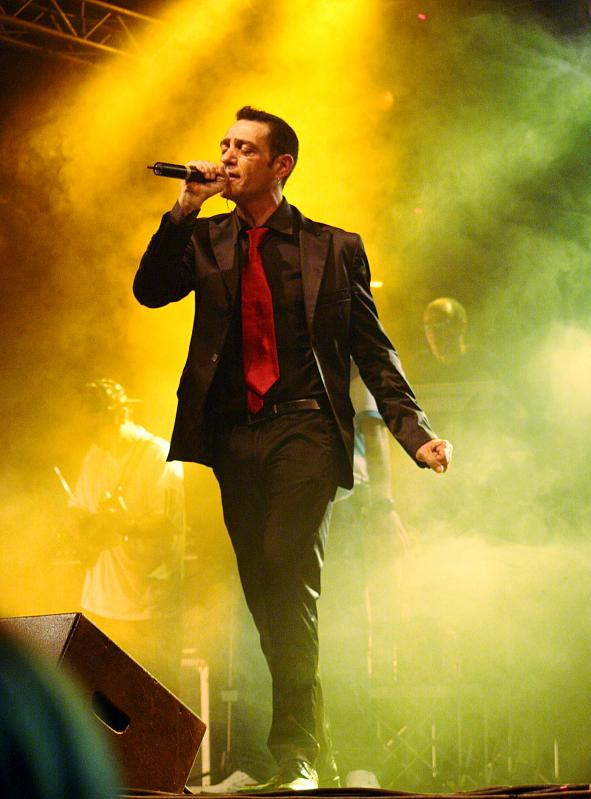
Sud Sound System en concert à Bologne.

L'histoire de Sud Sound System avant les années 1990 est l'histoire d'un groupe de jeunes gens provenant du Salente et de leur inconditionnel amour pour le dancehall. L'utilisation du dialecte de la région de la Pouille fait partie intégrante de la musique de Sud Sound System.
En juin 1991, le vinyle Fuecu/T'a sciuta bona sort dans les bacs italiens et aura un impact important dans la scène musicale italienne. Il eut un grand succès grâce à son originalité. Ils étaient les premiers à mélanger un rythme raggae avec des paroles en dialecte. Il en suivi de nombreux concerts en Italie, des apparitions télévisées et radiophoniques (Avanzi, Rai Stereo Notte).
Entre 1993 et 2002, il y aura eu de nombreux concerts avec des artistes internationaux comme Macka B, Mad Professor, Little Owie, LInton Kwesi Johnson, Asher D, Chubby Rankin, Daddy Freddy, Thriller Jenna, Sweete Irie, Echo Minott, Shabba Ranks, Wailers, Anthony B et Sizzla. Entre 1993 et 1994, ils parcourront l'Europe (France, Allemagne et Angleterre). Début 1994 sort le CD auto-produit Salento Showcase'94. L'album aura un bon succès et permettra de faire connaître le dancehall dans toutes les régions d'Italie.
En 1996, sort le premier album des Sud Sound System : Comu na petra, et plusieurs albums suivront. En 2003, sort l'album Lontano, produit par les Sud Sound System, distribué par Sony International. Il a été très apprécié par le public et par la critique qui l'a consacré vainqueur du Premio Tenco 2003 pour le meilleur travail en dialecte italien. De cet album, sera extrait le single Le radici ca tieni pour la création de leur premier vidéo clip qui gagnera le prix de meilleur vidéo clip de l'année au festival M.E.I de Faenza.
Le 25 septembre 2010, le groupe se produit à Cesena pour le festival de musique Woodstock 5 Stelle, organisé par le Beppe Grillo blog et diffusé sur la chaîne de télévision Play.me. Le 28 avril 2011, pour ses vingt ans de carrière, le groupe part en tournée à Londres.
En 2013, alors qu'ils étaient prévus pour donner un concert au festival l'estivada (festival occitan) à Rodez dans l'Aveyron, celui-ci est annulé pour cause de mauvais temps. En juin 2014, ils publient un nouvel album solo intitulé Il Tornu. L'album est enregistré au San Donato di Lecce et le mastering est effectué à Londres,.

## Discographie

### Albums studio
- 1996 : Comu na petra
- 1999 : Reggae Party
- 2001 : Musica musica
- 2003 : Lontano
- 2005 : Acqua pe sta terra
- 2008 : Dammene ancora
- 2010 : Ultimamente
- 2014 : Sta tornu
- 2017 : Eternal vibes

### Albums live
- 1994 : Salento Showcase 94
- 2000 : Salento Showcase 2000
- 2006 : Live & Direct (set CD/DVD Live@Alcatraz Milano)
- 2007 : Salento Showcase 2007

### Best-of
- 1996 : Tradizioni '91 - '96
- 2004 : Fuecu su fuecu (avec inédits)
- 2010 : Can't Stop the Music
- 2012 : Sud Sound System: The best of 2002-2012

### Singles
- 1991 : Fuecu/T'a sciuta bona (vinyle 12")
- 1992 : Reggae Internazionale/Punnu Ieu (vinyle 12")
- 1992 : Turcinieddhri/Chiappalu (vinyle 12")
- 1997 : Reggae party (vinyle 7")
- 2001 : GialluRussu (US Lecce)
- 2003 : Le radici ca tieni
- 2008 : Dane culure'
- 2008 : Chiedersi come mai (feat. Neffa)
- 2011 : Orizzonti (feat. Rivastarr)
- 2012 : Vola Via
- 2012 : Rock e Raï (feat. Crifiu)
- 2013 : Reggaeby (feat. Shakalab)
- 2013 : Pezzenti (feat. Mino De Santis)

### Remixes
- 1997 : No Playback - Comu Na Petra Remixes
- 2010 : Keemani - Klama